# Trollius ilmenensis
Trollius ilmenensis är en ranunkelväxtart som beskrevs av Siplivinskii. Trollius ilmenensis ingår i släktet smörbollssläktet, och familjen ranunkelväxter. Inga underarter finns listade i Catalogue of Life.